# Woiwodschaft Płock (bis 1793)

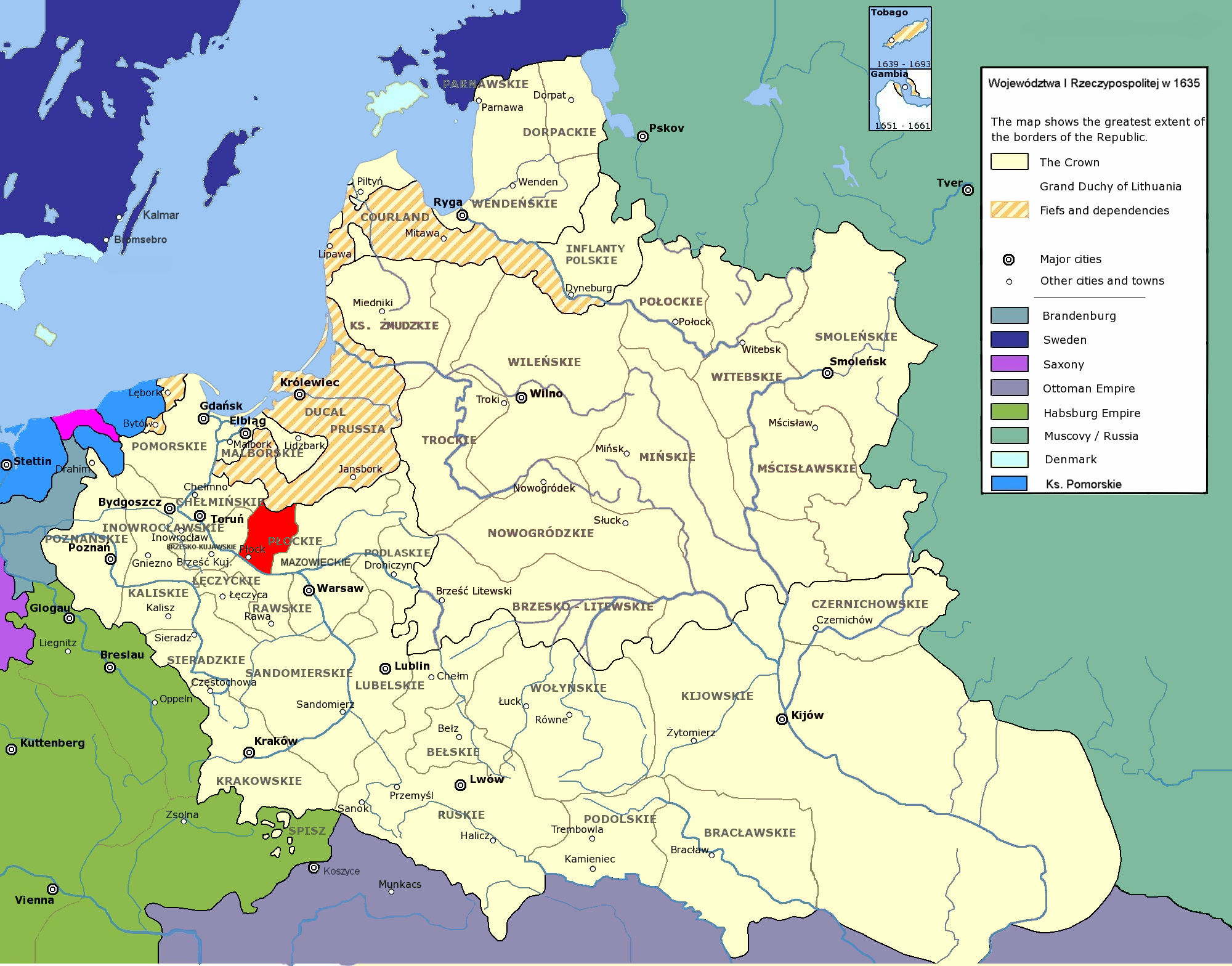
Die Woiwodschaft Płock (in rot) im Königreich Polen-Litauen

Die Woiwodschaft Płock (Polnisch: Województwo Płockie, Lateinisch: Palatinus Plocensis) war eine Verwaltungseinheit im Herzogtum Großpolen als Teil des Königreiches Polen beziehungsweise Polen-Litauens. Sie wurde 1495 eingerichtet und bestand bis 1793. Es wurde gemeinsam mit Rawa und dem eigentlichen Masowien zur Region Masowien gerechnet; die Sejm-Abgeordneten der drei Woiwodschaften trafen sich regelmäßig in Warschau zu einem Generalsejmik. Sitz des Woiwoden war die Stadt Płock.
Im Zuge der Zweiten polnischen Teilung 1793 kam der größte Teil des Gebietes an Preußen, wo es in die neu geformte Provinz Südpreußen integriert wurde.
Nach dem Wiener Kongress wurde Płock dann erneut Sitz einer Woiwodschaft.

## Verwaltungseinteilung
- Płocker Land (ziemia płocka, Płock)
- Wyszogróder Land (ziemia wyszogrodzka, Wyszogród)
- Zawkrzeńer Land (ziemia zawkrzeńska, Zawkrzeń)

## Wojewoden
- Stanisław Krasiński (ab 1600)
- Jan Stanisław Karnkowski (1617–1647)
- Jan Kazimierz Krasiński (ab 1650)
- Jan Dobrogost Krasiński (ab 1688)